# Body Mind Soul
Body, Mind, Soul — четвёртый студийный альбом американской певицы Дебби Гибсон, выпущенный в 1993 году. Body, Mind, Soul достиг #109 места в чарте США.

## Список композиций
1. «Love or Money» (Дебби Гибсон, Эван Роджерс, Карл Стёркен[англ.]) (4:06)
2. «Do You Have It in Your Heart» (Гибсон, Роджерс, Стёркен) (4:45)
3. «Free Me» (Гибсон, Роджерс, Стёркен) (4:27)
4. «Shock Your Mama» (Гибсон, Роджерс, Стёркен) (4:07)
5. «Losin’ Myself»(Гибсон, Роджерс, Стёркен) (5:17)
6. «How Can This Be?» (Гибсон) (3:57)
7. «When I Say No» (Гибсон) (3:54)
8. «Little Birdie» (Гибсон) (3:59)
9. «Kisses 4 One» (Гибсон) (3:49)
10. «Tear Down These Walls» (Гибсон) (4:18)
11. «Goodbye» (Гибсон, Кэрол Байер-Сейджер, Нарада Майкл Уолден) (4:47)
12. «Eyes of the Child» (2:20) (только в Японии)